# Doña Francisquita
Doña Francisquita es una zarzuela, denominada «comedia lírica», en tres actos, con libreto de Federico Romero Sarachaga y Guillermo Fernández-Shaw Iturralde, basada en la comedia La discreta enamorada de Félix Lope de Vega, con música del maestro Amadeo Vives, que se estrenó en el Teatro Apolo de Madrid el 17 de octubre de 1923.

## Comentario

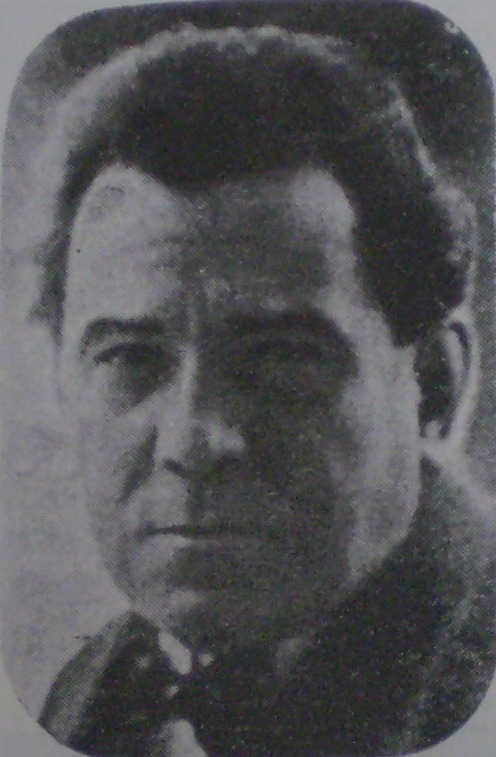
Amadeo Vives.

Se la considera como una de las más grandes obras de la zarzuela, sentando modelo dentro del género grande. El libreto, basado libremente en la comedia de Lope de Vega, retrata el Madrid romántico de una manera poética y fiel, creando cuadros de gran colorido y viveza, sin caer en la mera recreación histórica, por lo que configura una obra llena de frescura. Por sus características puede definirse también como una ópera cómica de gran calidad.
En el apartado musical se aprecia el gran genio de Amadeo Vives al reflejar en su música el alma de Madrid, al crear grandes páginas líricas como la «Canción del ruiseñor» o la romanza «Por el humo se sabe», a otras de sentido popular y gran colorido como el animado pasacalle de estudiantes y modistillas, o el conocido fandango del baile de cuchilleros.
Esta obra cuenta con un nutrido grupo de anécdotas desde su gestación hasta el estreno, ya que pasó muchas vicisitudes antes de conseguir el éxito que la ha hecho pasar a la posteridad.

## Argumento
La acción se sitúa en el Madrid romántico de mediados del siglo XIX, durante el carnaval.

### Acto primero
En una pequeña plaza donde hay una iglesia, se va a celebrar una boda a la que asisten Fernando y su amigo Cardona. Allí coinciden con Aurora «la Beltrana», una tonadillera del Teatro de la Cruz, y su amiga Irene. Fernando siente por Aurora una gran pasión que ella siempre responde con un frío desdén. Todo esto lo contempla Francisquita, la cual quiere en secreto a Fernando pero no sabe cómo declararse. A su casa viene a verla el padre de Fernando, Don Matías, y levanta las sospechas de querer pedir la mano a Doña Francisca, la madre de Francisquita. Al final se descubre que el objeto de su visita es el de pedir la mano a Francisquita. Ante esto, ella decide urdir un plan para poder conseguir el amor de Fernando. Cardona se percata de las buenas intenciones de Francisquita y decide ayudar, tratando de hacerle ver a Fernando el amor de ella. Cuando este se entera de que su padre ha pedido la mano de Francisquita, queda sorprendido por tal petición y trata de averiguar las intenciones de ella.

### Acto segundo
Se celebra un baile en un merendero, cerca de la pradera del canal, donde se congregan numerosos disfrazados, amigos, comparsas y Aurora con su corte de admiradores. Fernando asiste al baile, buscando un momento para hablar con Francisquita. Cuando lo consigue, le trata de sonsacar el porqué de su decisión, pero ella solo le responde que lo único que le puede decir es el consuelo que le puede ofrecer al convertirse en su madre. Por otro lado, Aurora trata de conquistar de nuevo a Fernando, pero este le demuestra su desdén. Más tarde se acerca a Don Matías para presentar sus respetos a la futura familia y aprovecha para hacer una discreta declaración a Francisquita. Llega la cofradía de la bulla y se celebra un baile, ocasión que aprovecha Aurora para lanzar un reto, que consiste que el que venza a Lorenzo, su amante, ganará su mano en el baile. Con ello trata de involucrar a Fernando, pero al final se presenta Don Matías, ganando el premio y bailando con Aurora, mientras Fernando baila con Francisquita.

### Acto tercero

#### Cuadro primero

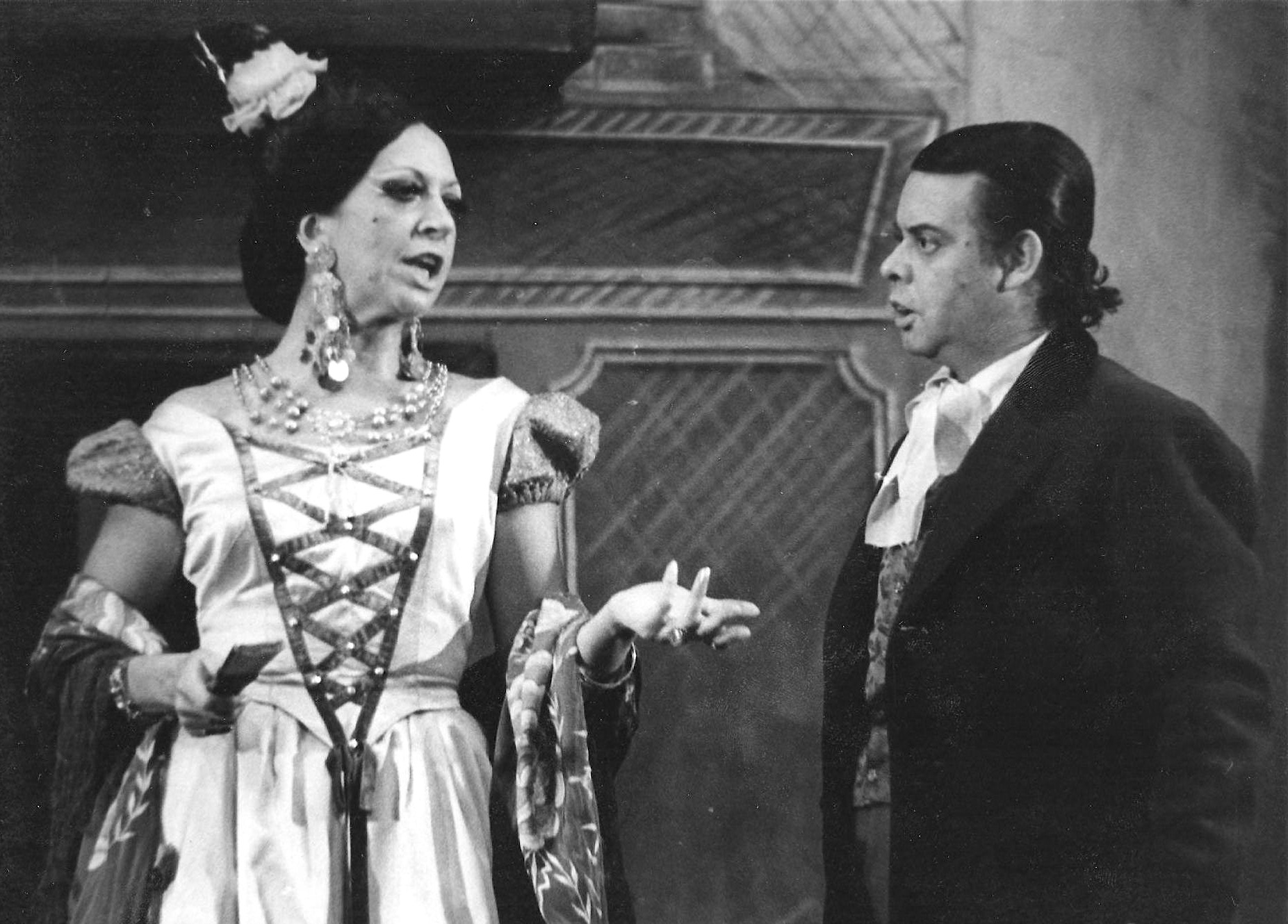
Marisol Lacalle como Beltrana y Segundo García como Cardona en Doña Francisquita.

En una pequeña calle se oyen los rumores de los bailes de carnaval. Francisquita comenta con Don Matías la petición de Fernando de ir al baile de cuchilleros, por lo que al final Don Matías decide no ir. Cardona comenta con Aurora la asistencia de Fernando al baile de cuchilleros, con Francisquita, lo que desemboca en un ataque de celos hablando con su amante Lorenzo y comentándole todo, lo que hace que vaya a casa de Don Matías y desafíe a Fernando a un duelo en el baile, al que al final, Don Matías decide ir.

#### Cuadro segundo
En el patio de cuchilleros, se desarrolla el baile con gran animación. Aurora decide explicarlo todo, pero Cardona le corta el paso y comenta con Lorenzo sobre el amor que siente Fernando por Francisquita. Llega Don Matías en busca de su hijo y Lorenzo le revela toda la verdad. Al ver llegar a Francisquita de la mano de Fernando, estalla en un ataque de indignación y pide explicaciones. Ambos le cuentan humildemente todo, pidiendo disculpas. Al final Don Matías recapacita y rompe su compromiso, e insta a todos a brindar por la felicidad de la futura pareja, la cual llenará de dichas su casa.

## Números musicales
Acto primero
- Introducción y escena: «¡El lañador! ¡El que tenga tinaja que componer!»
- Terceto de Fernando, Cardona y Francisquita: «Peno por un hombre, madre»
- Cuarteto de Fernando, Cardona, Aurora e Irene: «Allí, la tienes, preparaté, para enrabiarla con tu desdén»
- Escena: «¿Y tú que harás ahora?»
- Pasacalle de los estudiantes: «Cuando un hombre se quiere casar»
- Canción de la juventud: «Canto alegre de la juventud»
- Trío Fernando, Cardona y Francisquita: «Ese es mi nombre, nombre divino»
- Canción del ruiseñor: «Era una rosa que un jardín»
- Escena y fin del acto primero: «¡Francisca! ¡Francisca!»

Acto segundo

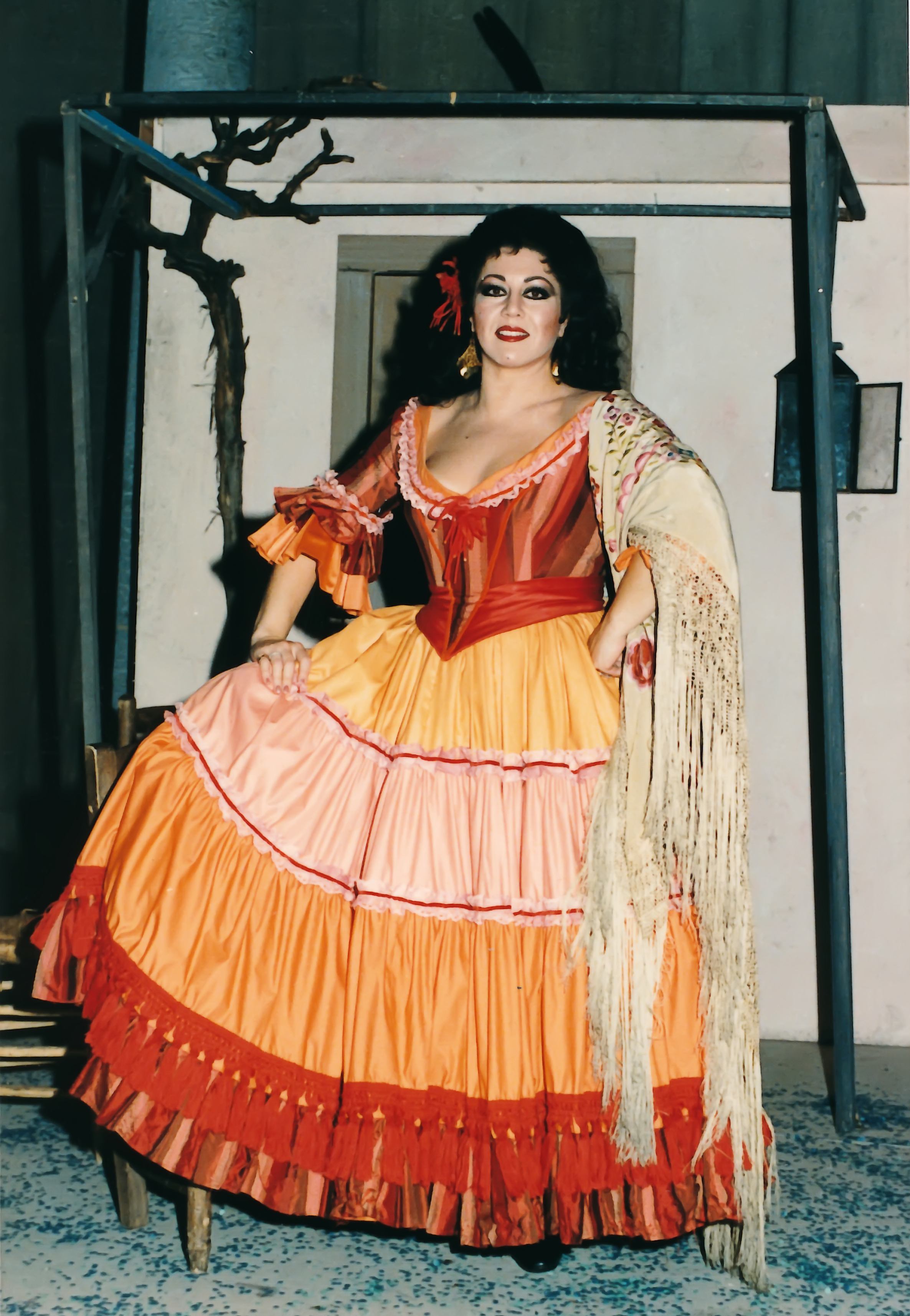
En 1985, María Uriz representó el papel de Aurora «la Beltrana», en el Teatro de la Zarzuela de Madrid, bajo la dirección de Miguel Roa.

- Introducción y escena: «Cuando te digo que vengas»
- Dúo de Francisquita y Fernando: «¡Le van a oír!»
- Romanza de Fernando: «Por el humo se sabe dónde está el fuego»
- Dúo de Fernando y Aurora: «¡Escúchame!»
- Quinteto de Don Matías, Fernando, Francisquita, Francisca y Cardona: «¡Fui demasiado vehemente!»
- Escena, mazurca y fin del acto segundo: «Los que quieran patatas y vino añejo»

Acto tercero
Cuadro primero
- Escena: «Ave María Purísima»
- Coro de románticos: «¿Dónde va?, ¿Dónde va la alegría?»

Cuadro segundo
- Introducción y bolero del Marabú: «A un jilguero esperaba mi jaula de oro»
- Fandango (orquesta)
- Dúo de Fernando y Francisquita: «¡Yo no fui sincera!»
- Final de la obra: «Canto alegre de la juventud».

## Personajes
- Francisquita, muchacha de gran inteligencia y enamorada lujuriosamente (en secreto) de Fernando (soprano).
- Aurora, «la Beltrana», tonadillera de mal genio y rival de Francisquita (mezzosoprano).
- Fernando, estudiante encaprichado de Aurora (tenor).
- Cardona, estudiante amigo y consejero de Fernando (tenor cómico).
- Francisca, mujer ingenua y madre de Francisquita (mezzosoprano cómica).
- Don Matías, hombre de gran carácter y padre de Fernando (bajo).
- Lorenzo, tratante de caballos y celoso amante de Aurora (barítono).
- Irene, tonadillera amiga de Aurora (soprano contralto).

## Instrumentación
La plantilla orquestal consta de los siguientes instrumentos:
Viento madera
- Dos flautas (la segunda doblando a flautín).
- Un oboe.
- Dos clarinetes en si bemol y en la.
- Un fagot.

Viento metal
- Dos trompas en fa.
- Dos trompetas en do.
- Tres trombones.

Percusión
- Timbales.
- triángulo.
- Caja.
- Castañuelas.
- Pandereta.
- Pandero.
- Platos de choque y suspendido.
- Bombo.
- Lira (glockenspiel).
- Celesta.

Cuerda
- Arpa
- Violines primeros.
- Violines segundos.
- Violas.
- Violonchelos.
- Contrabajos.

Rondalla
- Guitarras.
- Laúdes.
- Bandurrias.

## Versiones cinematográficas
- Doña Francisquita (1934, Hans Behrendt, Ibérica Films).
- Doña Francisquita (1952, Ladislao Vajda, Producciones Benito Perojo).